# Rachna David
Rachna David (Oslo, 22 oktober 1985) is een Noorse dartster.
David had zich gekwalificeerd voor het televisie toernooi Winmau World Masters 2012. Ze behaalde de laatste 16. In 2017 behaalde ze weer de laatste 16 van de World Masters. Op het World Professional Darts Championship 2014 verloor David in de eerste ronde van Julie Gore. Op het BDO World Darts Championship 2018 verloor David in de eerste ronde van Deta Hedman. Op de BDO World Trophy in 2014, haalde ze weer de laatste 16. 

## Resultaten op Wereldkampioenschappen

### BDO
- 2014: Laatste 16 (verloren van Julie Gore met 0-2)
- 2018: Laatste 16 (verloren van Deta Hedman met 0-2)

### WDF
- 2007: Voorronde (verloren van Michelle Sossong met 3-4)
- 2011: Laatste 32 (verloren van Kirsi Viinikainen met 1-4)
- 2013: Laatste 16 (verloren van Irina Armstrong met 3-4)
- 2015: Laatste 64 (verloren van Irina Armstrong met 3-4)
- 2017: Laatste 32 (verloren van Sharon Prins met 3-4)
- 2019: Laatste 16 (verloren van Tori Kewish met 0-4)

## Trivia
Haar broer, Rohit David, speelde tot 2015 mee met de BDO voor mannen.